# Saints & Sinners
Saints & Sinners peti je studijski album engleskog hard rock sastava Whitesnake, objavljen u studenom 1982. godine. Dvije skladbe "Crying in the Rain" i "Here I Go Again" pojavljuju se kasnije na albumu Whitesnake koji izlazi 1987. godine.

## Popis pjesama
1. "Young Blood" (David Coverdale, Bernie Marsden) – 3:30
2. "Rough an' Ready" (Coverdale, Micky Moody) – 2:52
3. "Bloody Luxury" (Coverdale) – 3:23
4. "Victim of Love" (Coverdale) – 3:33
5. "Crying in the Rain" (Coverdale) – 5:59
6. "Here I Go Again" (Coverdale, Marsden) – 5:08
7. "Love an' Affection" (Coverdale, Moody) – 3:09
8. "Rock an' Roll Angels" (Coverdale, Moody) – 4:07
9. "Dancing Girls" (Coverdale) – 3:10
10. "Saints an' Sinners" (Coverdale, Moody, Marsden, Neil Murray, Jon Lord, Ian Paice) – 4:23

#### Bonus pjesme (2007.)
1. "Young Blood" (David Coverdale, Bernie Marsden) – 3:30
2. "Saints An' Sinners" (Coverdale, Jon Lord|Lord, Moody, Neil Murray, Marsden, Ian Paice) – 4:24
3. "Soul Survivor" (neobjavljena skladba) – 3:08

## Osoblje
- David Coverdale – vokali
- Jon Lord – klavijature
- Bernie Marsden - gitara
- Mel Galley – gitara
- Micky Moody – gitara, prateći vokali
- Neil Murray – bas-gitara
- Ian Paice – bubnjevi